# Saison 3 de Capitaine Marleau
Chronologie
Saison 2 Saison 4
Cet article présente le guide des épisodes de la troisième saison de la série télévisée Capitaine Marleau.

## Troisième saison (2019-2020)

### Épisode 1:Une voix dans la nuit
- Suisse : 29 mars 2019 sur RTS Un
- Belgique : 5 avril 2019 sur La Une
- France : 9 avril 2019 sur France 3

- France : 7,704 millions de téléspectateurs (32,8 % de part d'audience), à J+7 (Replay) : 8,6 millions de téléspectateurs (33,6 % de part d'audience)

- Jeanne Balibar : Éva Detrais
- Benjamin Biolay : Philippe Louveau
- Stéphane Debac : Lieutenant Franck Villiers
- Camille : Caroline Celac
- Micha Lescot : Jean-Charles Dumont
- Victor Belmondo : Thomas Alleaume
- Pauline Discry : Chloé Leroux
- Emmanuelle Michelet : Marie, la patronne du café-restaurant
- Claudia Fortunato : Juliette
- Camille Garcia : la standardiste de la gendarmerie
- Armel Cazedepats : Alexandre
- Jack Claudany : le médecin légiste
- Delphine Baril : Sylvie Charmant
- Guy Carlier : François
- Sébastien Colaert : le type rougeaud au bar
- Jean-Maximilien Sobacinski : le père de Chloé
- Adeline-Fleur Baude : la mère de Chloé
- Martine Boutang : l'écrivain
- Nicolas Grard : le marin
- Julien Emirian : l'officier du port
- Marie Polet : la mère candidate
- Judith Parsis : la première candidate
- Sarah Feder : la seconde candidate
- Justin Blanckaert : le rouquin
- Grégory Allaeys : le barman
- Eddy Mbajum : le gendarme

### Épisode 2:Grand Huit
- Suisse : 25 juin 2019 sur RTS Un
- Belgique : 28 septembre 2019 sur La Une
- France : 22 octobre 2019 sur France 3

- France : 6,971 millions de téléspectateurs (28,7 % de part d'audience)

- JoeyStarr : Antoine Pavilla
- Marina Hands : Lucie Pavilla
- Myriam Boyer : Elisabeth Bouvier
- Bernard Verley : Mickey
- Bernard Alane : Henri
- Serge Hazanavicius : Major Boyer
- Xavier Robic : Bertrand Ross
- Sophie Verbeeck : Maeva Linetty
- Tom Villa : Kévin, l'adjoint du capitaine
- Vincent Roger : Alban Bouchard
- Benjamin Douba Paris : Jordy Bouchard
- Nathalie Vignes : la légiste
- Laurie Bordesoules : la serveuse de la cafétéria du parc
- Baptiste Ballouhey : Christian Boyer

### Épisode 3:Quelques maux d'amour
- Suisse : 24 septembre 2019 sur RTS Un
- Belgique : 5 octobre 2019 sur La Une
- France : 29 octobre 2019 sur France 3

- France : 6,708 millions de téléspectateurs (29 % de part d'audience)

- Kad Merad : Daniel Rivière
- Nathalie Boutefeu : Annie Lanteri
- André Manoukian : Frédéric Lanteri
- India Hair : Chloé
- Yamée Couture : Charlie Lanteri
- Ilian Bergala : Jérémie, le mari de Charlie
- Roman Kané : Bastien Lanteri
- Ymanol Perset : Greg
- Stéphane Boucher : Totoche
- Jérôme Le Banner : M. Paul
- Sandy Lobry : Alexandra
- Jean-Luc Mimault : Roland Berthier
- Quentin Ballif : Labiolecteur
- Guillaume Delalandre : le jeune médecin
- Jean-Christophe Cardineau : le médecin
- Alexandra Courquet : une invitée au mariage
- Blankass : Eux-mêmes

Tournage du 15 mars au 4 avril 2019 en Creuse (Aubusson,  Châtelus-le-Marcheix, Guéret),.

### Épisode 4:Pace e salute, Marleau!
- Suisse : 3 décembre 2019 sur RTS Un
- Belgique : 16 février 2020 sur La Une
- France : 18 février 2020 sur France 3

Marc-Antoine Laurent
- France : 6,959 millions de téléspectateurs (31,4 % de part d'audience)
- Belgique : 459 461 téléspectateurs (27,3 % de part d'audience)

- Mélanie Doutey : Lézia Crivelli
- Philippe Duquesne : Major Fortin
- Catherine Rouvel : Marie Crivelli
- Laurent Capelluto : Pierre Russo
- Cédric Appietto : Ange Castola
- Brigitte Sy : Victoire Bracconi
- Maria Ducceschi : Restitude Corsa
- Daniel Martin : Dr Luc Martinez
- Jean-Pierre Bouvier : Jacques Ardouin
- Didier Landucci : Hubert Ricciardi
- Jean-Marc Michelangeli : Henri Ricciardi
- Thomas Bronzini de Caraffa : Ours Berfini
- Guy Cimino : Paul Crivelli
- Iris Bry : Patricia Fortin
- Massimo Riggi : Denis Muglioni
- Michel Ferracci : Mori
- Alexandre Alfansi : Jean-André Soulard
- Antoine Carboni : Jean Ornano
- Jean-Pierre Giudicelli : Le médecin légiste
- François Berlinghi : le premier bouliste
- Pierre-Henri Olmeta : le second bouliste
- Elodie Balducchi : l'infirmière
- Clément Quentin : l'étudiant
- Nicolas Blasi : le gendarme « ma poule »

### Épisode 5:Veuves mais pas trop
- Suisse : 21 février 2020 sur RTS Un
- Belgique : 23 février 2020 sur La Une
- France : 25 février 2020 sur France 3

- France : 6,953 millions de téléspectateurs (29,8 % de part d'audience)[6]
- Belgique : 482 931 téléspectateurs (28,5 % de part d'audience)

- Édouard Baer : Stanislas Turner
- Anne Brochet : Martine Lemaître
- Isabelle Candelier : Juliette Massoni
- Bruno Lochet : Adjudant Michel Pichon
- Noémie Lenoir : Marguerite Vitali
- Jean-Claude Drouot : Léopold Salun
- Maïra Schmitt : Ariane Turner
- Nicolas Robin : Melchior Turner
- Valentine Cadic : Virginie Lemaître
- Olivier Broche : Docteur Morel
- Sophie Guillemin : Estelle Grosbois
- Wilfred Benaïche : Adrien Popovitch
- Annick Le Goff : la thérapeute
- Nader Boussandel : l'ébéniste
- Vincent Colombe : Maître Keller
- Ann-Gisel Glass : la secrétaire du docteur Morel
- Christophe Meynet : le procureur Fontaine
- Patrick Boshart : un patient

### Épisode 6:L'Arbre aux esclaves
- Suisse : 26 juin 2020 sur RTS Un
- Belgique : 19 septembre 2020 sur La Une
- France : 27 octobre 2020 sur France 3

- Virginie Ledoyen : Anne Duplessis
- Florence Darel : Lucie Philippon
- Jean-Pierre Lorit : Pascal Philippon
- Léa Lopez : Océane Duplessis
- Ralph Amoussou : Adjudant Théodore Sempé
- Paul Kircher : Manu Philippon
- Marco Prince : Laurent Petit
- Jacques Spiesser : Octave Duplessis
- Maxence Vandevelde : Loïc Dantec
- Jean-Louis Loca : Ange Peretti
- Bryan Trésor : Thierry Dulac
- Nicolas de Vipart : Antonin Richardson
- Firmine Richard : la médecin légiste
- Jacques Martial : Le colonel Lebrun
- Serge Président : Lucien, le vieil antillais
- Elodie Auster : Magali, la femme de Loïc
- Alexandre Ceva : Patrick Desfontaines
- Allison Guiougou : la jeune gendarme
- Ndy Thomas : le barman du club Caraïban
- Murielle Hilaire : l'hôtesse de l'air
- Cédric Jean-Pierre : l'employé de la capitainerie
- Maxime Dulice : Benji, l'ami de Manu
- Dominique Duport : le chef de chantier

### Épisode 7:La Reine des glaces
- Belgique : 26 septembre 2020 sur La Une
- Suisse : 6 octobre 2020 sur RTS Un
- France : 13 octobre 2020 sur France 3

- Sylvie Testud : Salomé Revel
- Christophe Lambert : Thierry Bégodeau
- Côme Levin : Adjudant Chabert
- Bastien Pujol : Adam Bégodeau
- Nino Kirtadzé : Jacqueline Longueville
- Bertrand Degrémont : Sébastien Revel
- Steevy Boulay : Steve Duteil
- Sébastien Harquet : Gendarme Ombre
- Stéphane Grossi : Marcello Lambert
- Jade Pedri : Lucie Engelberg
- Emeline Faure : Maëlle
- Louis Seille : Freddy Bouvier
- Yann Babilée : Philippe Becker
- Mayline Dubois : l'adolescente harceleuse
- Alexandre Sigrist : M. Boucher, le boulanger
- Jean-Philippe Meyer : le réceptionniste
- Nathalie Roche : Magali, la traductrice en langue des signes
- Guillaume Viry : le gardien de la patinoire
- Yann Siptrott : le technicien du portrait robot

Tournage du 8 au 29 février 2020 à Gérardmer dans les Vosges et en région parisienne.

### Épisode 8:Au nom du fils
- Belgique : 5 décembre 2020 sur La Une
- Suisse : 19 décembre 2020 sur RTS Un
- France : 2 avril 2021 sur France 2
- Canada : 4 avril 2021 sur Radio-Canada [10]

- Olivier Gourmet : Père Damien
- Anouk Grinberg : Roxane Girard
- Grégoire Colin : Bertrand Lanski
- Jeanne Cherhal : Violette Lanski
- Arthur Mazet : Lieutenant Bonnet
- Fatou N'Diaye : Nathalie Esposito
- Agathe Natanson : Rosemonde
- Naël Malassagne : Jordan Bellone
- François Loriquet : Robert Lanski
- Christian Baltauss : Eric Gauguin
- Edouard Berchiche : Paolo Viviani
- Mathilde Cerf : Léa, la serveuse
- Eriq Ebouaney : Colonel Douala
- Yves Lecoq : l'évêque
- Nicolas Fine : l'homme en blouse blanche
- Cristelle Ledroit : la gendarme